# Jump seat

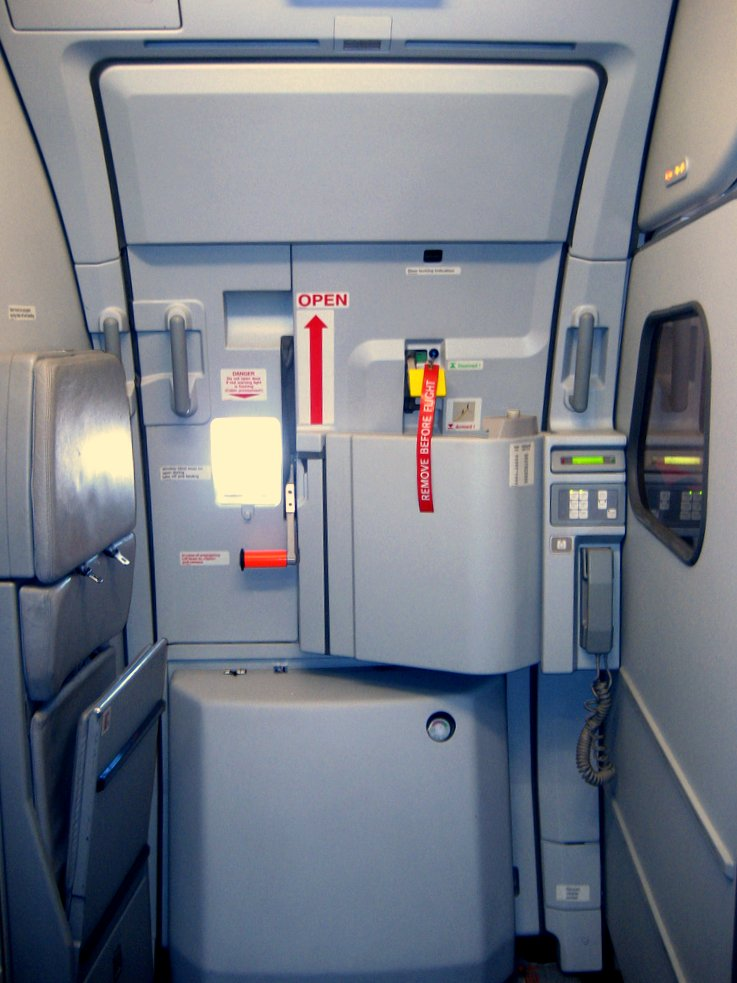
Jump seat w Airbusie A319

Jump seat – składane siedzenie w samolocie, które jest używane przez członków załogi, np. stewardesy podczas startu i lądowania.
W samolotach znajduje się kilka takich siedzeń, zwykle jedno lub dwa w kokpicie oraz w rejonie wejść i wyjść oraz kuchni i toalet. Liczba i położenie jump seatów różnią się w zależności od typu samolotu i linii lotniczej.
Pasażerom na ogół nie wolno korzystać z tych siedzeń, zwłaszcza w kokpicie, gdzie obecność osób niebędących członkami załogi jest obecnie prawnie zabroniona w niektórych krajach i ich przestrzeni powietrznej (np. w USA i Wielkiej Brytanii).
W przypadku niektórych, zwykle mniejszych linii lotniczych, miejsca jump seat można było kiedyś rezerwować w niższych cenach oraz w przypadku braku innych miejsc. Tak było jednak do czasu ataków terrorystycznych 11 września 2001, później przepisy zostały znacznie zaostrzone.
Jump seaty były czasem też przyznawane pracownikom danej linii lotniczej, którzy nie należą do czynnej załogi danego lotu lub dla towarzyszących członków rodziny, którzy nie mogli uzyskać regularnego miejsca.